# 長春鎮
長春鎮（ちょうしゅんちん）は、中華人民共和国湖南省益陽市資陽区の鎮。

## 歴史
2005年、長春鎮・過鹿坪鎮・香鋪侖郷が合併し、現在の長春鎮が発足。

## 経済

### 名物・特産品
- 生豬
- 花卉
- 蔬菜

## 地理
長春鎮は益陽市北部に位置し、北は沅江市と、東は張家塞郷と、西は迎風橋鎮と、南は赫山区とそれぞれ接している。
- 河川：資江
- 湖泊：黄家湖

## 教育
- 益陽市第六中学
- 益陽科達職業技術学校

## 交通

### 鉄道
- 洛湛線（中国語版）
- 石長線（中国語版）

### 道路
- G234国道
- G319国道
- G5513長常高速公路

## 観光
- 雲夢方舟水上楽園

- 雲夢方舟水上楽園入口
- 雲夢方舟水上楽園の湖泊
- 雲夢方舟水上楽園
- 雲夢方舟水上楽園
- 雲夢方舟水上楽園
- 雲夢方舟水上楽園の灯